# Renault 40CV
| Renault 40 cv          |                     |
| Renault 40 cv Town Car |                     |
| Fabricante             | Renault             |
| Tipo                   | Sedan               |
| Producción             | 1911 – 1928         |
| Sucesor                | Renault Reinastella |
| Motor                  | 6 cilindros         |
| Potencia               | 40 CV               |
| Transmisión            | Manual              |
| Longitud               | 5340 mm             |
| Anchura                | 1770 mm             |
| Altura                 | 1660 mm             |

El Renault 40 CV es un modelo de vehículo producido por el fabricante francés Renault entre 1911 y 1928 (enlace roto disponible en Internet Archive; véase el historial, la primera versión y la última)..
Se comercializaron muchas variantes del modelo, diferenciándose por las iniciales de dos letras, como CG, ES y JP. Originalmente se lanzó con motor de 6 cilindros y 7.539 cc, sustituyéndose posteriormente por un motor superior de 9.120 cc en la década de 1920. El 1922 el 40 cv fue equipado con un sistema hidráulico de frenos. Fue sustituido por el Renault Reinastella en 1928.
Un Renault 40 cv modificado como NM adquirió fama en 1926 por ser capaz de cubrir 50 millas (80,5 km) a una velocidad media de 190 km/h. También batió el récord de 24 horas, cubriendo 4.167,57 km a una velocidad media de 173,6 km/h.